# Kreis Airolo
Der Kreis Airolo bildet zusammen mit den Kreisen Faido, Giornico und Quinto den Bezirk Leventina des Kantons Tessin in der Schweiz. Der Sitz des Kreisamtes ist in Airolo.

## Gemeinden
Der Kreis setzt sich aus folgenden Gemeinden zusammen:
| Wappen   | Name der Gemeinde | Einwohner (Dez. 2018) | Fläche in km² | BFS-Nr |
| -------- | ----------------- | --------------------- | ------------- | ------ |
| Airolo   | Airolo            | 1464                  | 94,35         | 5061   |
| Bedretto | Bedretto          | 101                   | 75,19         | 5063   |